# Barra de Bing
La Barra de Bing (en anglès Bing Bar anteriorment MSN Toolbar) és una extensió del navegador de barra d'eines per Internet Explorer, desenvolupat per Microsoft. La Barra de Bing va ser reemplaçada per Windows Live Toolbar en Windows Live Essentials el 2011 anunciat el 23 de juny del 2010. La Barra de Bing va ser recolzalzada anteriorment en Mozilla Firefox però Microsoft va suspendre el suport.

## Característiques
La Barra de Bing incorpora característiques de Windows Live i des del motor de cerca Bing. La interfície d'usuari de la barra de Bing permet efectes visuals com flip, diapositives i animacions rollover, colors i temes. La barra d'eines disposa de finestres de contingut "desplegables", que permet als usuaris veure el contingut més recent del Portal MSN sense que hagin de passar per la pàgina d'Internet que actualment estan navegant. Des del mateix panell de vista prèvia, l'usuari pot buscar aquesta secció del lloc. Les notícies, el temps i el contingut dels esports. Compta amb una notificació de 'Breaking News' per alertar a l'usuari quan s'ha produït una història d'alta prioritat o greu d'alerta meteorològica. L'usuari pot personalitzar l'esquema de tema i el color de la barra de Bing, així com triar quins botons de contingut de MSN per presentar dins de la interfície d'usuari. La Barra de Bing també mostra les previsions del temps i del mercat de valors actuals.La Barra de Bing ofereix integració amb motor de cerca de Microsoft Bing. A més de les funcions de cerca web tradicionals, la Barra de Bing també permet la recerca d'altres serveis de Bing com imatges i vídeos, notícies, compres, mapes, viatges i XRank. Quan els usuaris fan una recerca en un altre motor de cerca, el quadre de recerca de la barra de Bing automàticament, el que permet a l'usuari veure els resultats de Bing, si es desitja.
La Barra de Bing també incorpora característiques de Windows en viu tals Hotmail, Windows Live Messenger i Windows Live ID. Quan entrem amb la Windows Live ID a través de la barra de Bing, l'usuari rebrà notificacions i una vista prèvia instantània de nous missatges de correu electrònic en el seu Hotmail, safata d'entrada, pot enviar immediatament la pàgina actual a través de correu electrònic o missatge instantani als seus contactes i es pot accedir ràpidament a altres funcions de Windows Live. El botó de correu electrònic en la versió 7 de la barra de Bing afegeix suport per a la lectura de Gmail i Yahoo! Mail.